# Ceryx volans
Ceryx volans là một loài bướm đêm thuộc phân họ Arctiinae, họ Erebidae.